# Phytomyza brevifacies
Phytomyza brevifacies är en tvåvingeart som beskrevs av Friedrich Georg Hendel 1934. Phytomyza brevifacies ingår i släktet Phytomyza och familjen minerarflugor. Inga underarter finns listade i Catalogue of Life.